# Leucanopsis guascana
Leucanopsis guascana är en fjärilsart som beskrevs av William Schaus 1941. Leucanopsis guascana ingår i släktet Leucanopsis och familjen björnspinnare. Inga underarter finns listade i Catalogue of Life.